# Hilde Vos
Hilde Vos (Nijmegen, 1986) is een Nederlands singer-songwriter in de genres americana en country.
Geïnspireerd door Patty Griffin, Emmylou Harris en Bob Dylan, schrijft ze haar eigen liedjes. Met Dick Van Altena heeft ze regelmatig opgetreden.

## Discografie
Eigen uitgaven:
- A Heartbeat Away (2011)
- The Long Road (2018, ep)
- Whenever You Come Around (2019, duet met Juan Richard)

Albums met Hilde Vos:
- One Love Ago van Dick van Altena (2010), "4. How's the world treating you"
- Singer and Songs van Dick van Altena (2017), "4. Near"

## Liveoptredens
- Norsk Country Treff, Noorwegen (2012)[1]
- The Voice of Holland met het nummer "Fast Car" van Tracy Chapman in het team van Trijntje Oosterhuis.[2]
- The Sound of The Blues and Americana van Johan Derksen (2019 en 2020)

## Prijzen en nominaties
- Genomineerd als beste countryzangeres door de Dutch Country Music Awards (DCMA) in 2010.[3]
- Met Dick van Altena gedeelde prijs voor beste countrylied in de Benelux (2011).
- Dutch Country Music Award voor beste countrylied van 2018 voor "The Long Road".[4][5]

- ISSA golden award als beste internationale vrouwelijke vocalist 2021 door de International Singer-Songwriters Association.[6]